# Romuald Coppieters de Tergonde
Romuald Coppieters de Tergonde (ur. w 1845, zm. w 1889 we Lwowie) – właściciel dóbr ziemskich oraz hut szkła w Borownicy i Jasienicy Sufczyńskiej. 
Potomek Josepha Coppieters de Tergonde (1749-1806) z rodziny flamandzkiej osiadłej ok. 1790 w Dobromilu na południe od Przemyśla, podobnie jak Eugeniusz Tergonde – bohater powstania styczniowego, Kazimierz i Józef Tergonde – żołnierze II Brygady Legionów polegli w bitwie pod Bohorodczanami.